# 苏隆
苏隆（法語：Soulom）是法国上比利牛斯省的一个市镇，位于该省西南部，属于阿尔热莱斯加佐斯特区。该市镇总面积2.91平方公里，2009年时的人口为248人。

## 人口
苏隆人口变化图示